# Rakovica, Belgrad

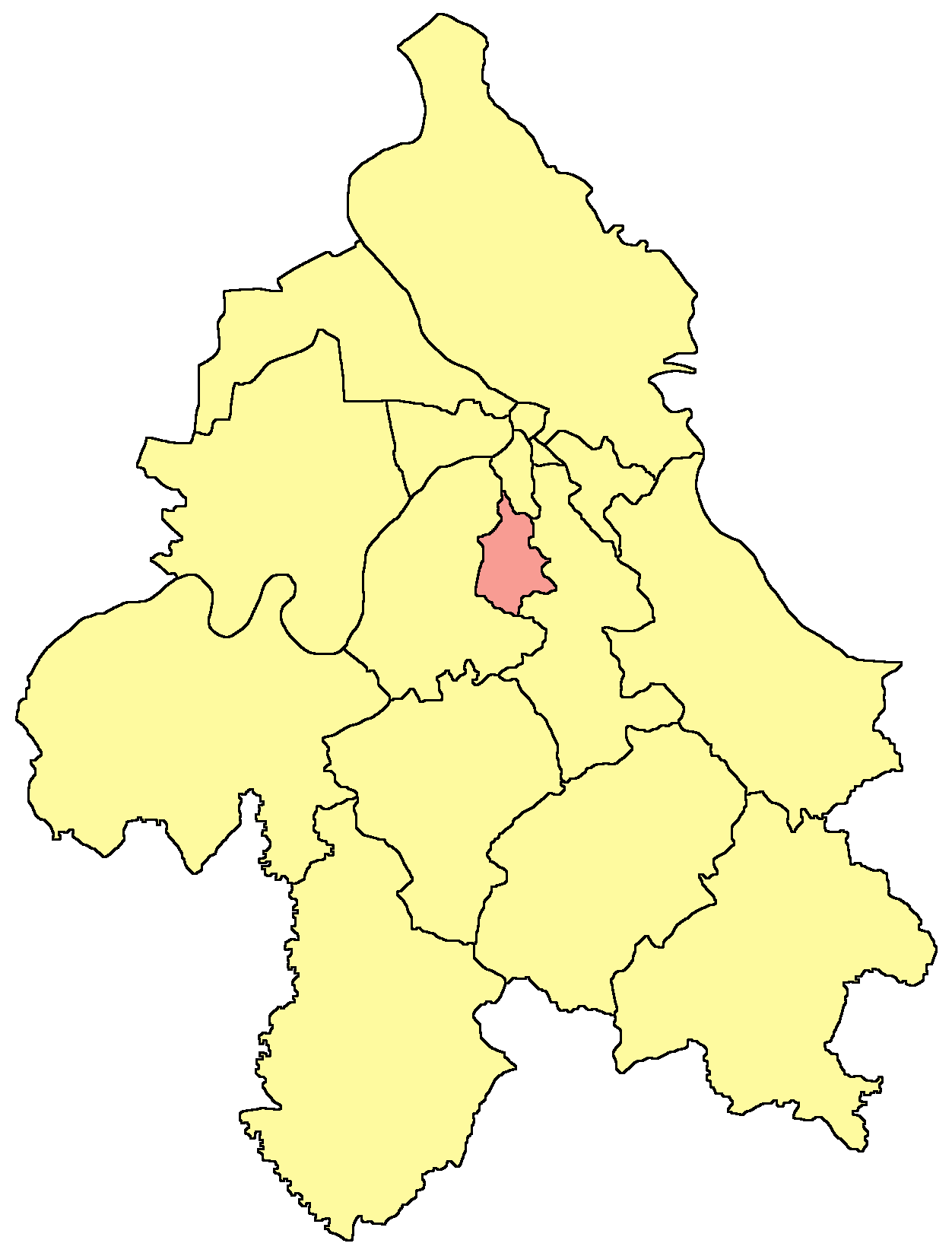
Rakovica în districtul orașului Belgrad

Rakovica (sârbă Раковица, transliterare: Racovița) este o suburbie și comună a orașului Belgrad. Este situată pe malul drept al râului Sava.

## Economia comunei Rakovica
Comuna Rakovica adăpostește fabrica de tractoare a întreprinderii complexe Industria de motoare și tractoare. În perioada comunistă, întreprinderea a avut un rol important în procesul de mecanizare a agriculturii.

## Suburbii în comuna Rakovica
- Vidikovac
- Kneževac
- Kanarevo brdo
- Labudovo brdo
- Kijevo
- Miljakovac 1
- Miljakovac 2
- Miljakovac 3
- Petlovo brdo
- Rakovica
- Resnik
- Skojevsko naselje
- Sunčani breg